# Boca do Acre (microregio)
Boca do Acre is een van de dertien microregio's van de Braziliaanse deelstaat Amazonas. Zij ligt in de mesoregio Sul Amazonense en grenst aan de deelstaat Acre in het zuiden, de mesoregio Sudoeste Amazonense in het westen en noordwesten en de microregio Purus in het noordoosten en oosten. De microregio heeft een oppervlakte van ca. 65.612 km². Midden 2004 werd het inwoneraantal geschat op 45.115.
Tot deze microregio behoren twee gemeenten: 
- Boca do Acre
- Pauini

Mesoregio's: Centro Amazonense · Norte Amazonense · Sudoeste Amazonense · Sul Amazonense

Microregio's: Alto Solimões · Boca do Acre · Coari · Itacoatiara · Japurá · Juruá · Madeira · Manaus · Parintins · Purus · Rio Negro · Rio Preto da Eva · Tefé